# Internazionali di Francia 1965
Gli Internazionali di Francia 1965 (conosciuti oggi come Open di Francia o Roland Garros) sono stati la 64ª edizione degli Internazionali di Francia di tennis. Si è sono svolti sui campi in terra rossa dello Stade Roland Garros di Parigi in Francia.
Il singolare maschile è stato vinto da Fred Stolle, che si è imposto su Tony Roche in quattro set col punteggio di 3–6, 6–0, 6–2, 6–3. Il singolare femminile è stato vinto da Lesley Turner Bowrey, che ha battuto in due set Margaret Court. Nel doppio maschile si sono imposti Roy Emerson e Fred Stolle. Nel doppio femminile hanno trionfato Margaret Smith Court e Lesley Turner Bowrey. Nel doppio misto la vittoria è andata a Margaret Smith in coppia con Ken Fletcher.

## Seniors

### Singolare maschile
Fred Stolle ha battuto in finale  Tony Roche con il punteggio di 3–6, 6–0, 6–2, 6–3.

### Singolare femminile
Lesley Turner Bowrey ha battuto in finale  Margaret Court con il punteggio di 6–3, 6–4.

### Doppio maschile
Roy Emerson /  Fred Stolle hanno battuto in finale  Ken Fletcher /  Bob Hewitt con il punteggio di 6–8, 6–3, 8–6, 6–2.

### Doppio Femminile
Margaret Smith Court /  Lesley Turner Bowrey hanno battuto in finale  Françoise Dürr /  Jeanine Lieffrig con il punteggio di 6–3, 6–1.

### Doppio Misto
Margaret Smith /  Ken Fletcher hanno battuto in finale  Maria Bueno /  John Newcombe con il punteggio di 6–4, 6–4.